# Everesting
Az Everesting egy olyan sportkihívás, amelyben kerékpárosok vagy futók egyetlen edzés során többször fel- és leereszkednek egy adott hegyre, hogy összesítve 8848 méter (= a Mount Everest magassága) pozitív szintemelkedést tegyenek meg. 
Az első esemény, amelyet "Everestingnek" neveztek, George Mallory nevéhez fűződik, aki annak a George Mallorynak az unokája, aki 1924-ben tűnt el a Mount Everesten. A fiatalabb Mallory 1994-ben nyolcszor mászta meg kerékpárjával az 1069 méter magas Mount Donna Buangot. Az Everesting formátumát és szabályait évekkel később Andy van Bergen fektette le, akit Mallory teljesítménye ihletett.

## Története
George Mallory 1994-es Everesting-kísérletét 2012-ben egy cikk dolgozta fel, amely először ösztönzött másokat arra, hogy szembenézzenek ezzel a kihívással. A GPS-technológia és a közösségi média – különösen a Strava és a Zwift – széleskörű elterjedése kulcsszerepet játszott abban, hogy a kerékpárosok pontosan mérhessék a megtett távolságot és magasságnövekedést, miközben megoszthatták útjuk részleteit másokkal is. Andy van Bergen író és kerékpáros kiemelkedő szerepet játszott az ötlet népszerűsítésében a Hells 500 csoport révén, amelyet azért hoztak létre, hogy tagjai kerékpáros kihívásaikat teljesítsenek és osszanak meg egymással. A Hells 500 létrehozta az Everesting weboldalt, amely lefektette a kihívás paramétereit, és elkezdte dokumentálni a teljesítéseket.
Több származtatott kihívás is létrejött az eredeti Everesting kihívásból. Ilyen pl. a dupla, háromszoros, sőt akár a négyszeres Everesting vagy az Everesting futás. Az Everesting weboldalán több javaslat is található a kihívás variációira.

## Szabályok
Az Everesting egy egyéni kihívás, és mint ilyen, nincs hivatalos bíráló testület: a klasszikus verzió legfontosabb kritériuma a 8848 méter szintemelkedés egyetlen edzés során történő teljesítése. Ahhoz, hogy egy próbálkozás felkerüljön az Everesting honlapján vezetett Hall of Fame-be, (többek között) az alábbi feltételeket kell még teljesíteni:
- Egy előre rögzített emelkedőn kell fel és le körözni
- Pihenőidő megengedett, de alvás nem
- A próbát a Stravan egyetlen edzésként kell feltölteni

A különböző származtatott kihívások szabályai eltérőek lehetnek, néhány pl. engedélyez alvást a sportolók biztonsága érdekében.

## Figyelemre méltó nemzetközi teljesítések
- Az első női teljesítő Sarah Hammond volt 2014 februárjában, aki nyolcszor mászta meg az ausztráliai Mount Buffalo-t.[10]
- Frank Garcia volt az első "Virtual Everesting" teljesítő, 2015-ben [11]
- Pavel Paloncý és Markéta Peggy Marvanová 2021. április 19. és 2021. június 22. között 14-szer teljesítették a kihívást.[12]
- Benny JJ 2016 minden hónapjában teljesített egy Everestinget[13]
- Ben Soja az első, aki egykerekűvel teljesítette a kihívást 2018 márciusában.[14]
- 2018 augusztusában Zhuangchen „JJ” Zhou lett az első Everesting teljesítő, aki kihívását ténylegesen a Mount Everesten végezte (az alaptáborig tekert).[15]
- 2022. június 8 és 12 közt Arend Van den Broucke hat Everestinget teljesített egymás után. 1429 km-t tekert 108 óra alatt összesen 53 454 méter pozitív szintemelkedés mellett.[16]

## Figyelemre méltó magyar teljesítések
- Leggyorsabb magyar teljesítő (országúti): Péceli Pál (9:51:02)[17]
- Első magyar teljesítő (országúti): Petrik Csaba (2015.07.22)[18]
- Első magyar 10k teljesítő (országúti): Péceli Pál (2019.06.28)[19]
- Első magyar ROAM teljesítő (országúti): Buruzs Zsolt (2020.06.23)[20]
- Első magyar dupla-everesting teljesítő (országúti): Péceli Pál (2020.09.06)[21]
- Első magyar futó teljesítő: Medgyessy Gergely (2023.03.17)[22][23]
- Első magyar soil (MTB) teljesítő: Komjáti Bálint (2023.06.03)[24]